# Стученко, Андрей Трофимович
Андре́й Трофи́мович Стуче́нко (17 (30) октября 1904 года, Киев — 18 ноября 1972 года Москва) — советский военачальник, генерал армии (13 апреля 1964 года).

## Начальная биография
Андрей Трофимович Стученко родился 17 (30) октября 1904 года в Киеве в семье рабочего.
С 10 лет работал «мальчиком» в галантерейном магазине, затем в книжной лавке. В 1919 году Стученко, скрыв возраст, пытался поступить в Красную Армию, после чего был зачислен в одну из воинских частей, однако через несколько дней заболел тифом, в результате чего проходил длительное лечение.
С 1920 года служил в одном из батальонов Трудармии.

## Военная служба

### Гражданская война
В апреле 1921 года призван в ряды РККА и в мае направлен красноармейцем в 17-й отдельный батальон (25-я стрелковая дивизия), после чего принимал участие в боевых действиях против бандитизма на Украине в районах населённых пунктов Цветково, Шпола, Лебедин и Киселёвка. В сентябре того же года уволен в запас по болезни.

### Межвоенное время
В июле 1922 года был повторно призван в ряды РККА и направлен на учёбу на 11-е кавалерийские курсы, дислоцированные в городе Белая Церковь. После расформирования курсов Стученко был переведён на 1-е Крымские кавалерийские курсы РККА в Симферополе, после окончания которых в декабре 1923 года направлен в Елисаветградскую кавалерийскую школу имени Первой Конной армии, дислоцированную в Зиновьевске. Во время учёбы на курсах участвовал в составе сводных отрядов курсантов в борьбе против бандитизма. После окончания учёбы служил в городе Рогачёв в составе 36-го и 34-го кавалерийских полков (6-я Чонгарская кавалерийская дивизия, Белорусский военный округ) на должностях командира взвода и командира пулемётного эскадрона и командира взвода полковой школы 34-го кавалерийского полка.
В 1929 году вступил в ряды ВКП(б).
В декабре 1930 года назначен на должность командира пулемётного эскадрона 31-го кавалерийского полка, в июле 1933 года — на должность помощника начальника оперативной части штаба 6-й кавалерийской дивизии, а в октябре 1935 года — на должность начальника штаба 94-го кавалерийского полка (24-я кавалерийская дивизия), дислоцированного в городе Лепель.
В июне 1936 года направлен на учёбу в Военную академию имени М. В. Фрунзе, после окончания которой в январе 1939 года назначен на должность начальника оперативного отделения штаба 3-го кавалерийского корпуса (Белорусский военный округ), дислоцированного в Минске. В июле того же года Стученко назначен на должность помощника инспектора кавалерии фронтовой группы Дальнего Востока, а в июле — на должность инспектора кавалерии фронтовой группы Дальнего Востока в Чите, после чего принимал участие в боевых действиях на Халхин-Голе.
В июле 1940 года назначен на должность старшего помощника начальника исторического отдела штаба Дальневосточного фронта, однако в октябре того же года подполковник А. Т. Стученко переведён в Военно-воздушные силы и направлен на учёбу на оперативный факультет Военной академии командного и штурманского состава ВВС Красной Армии.

### Великая Отечественная война
В первые дни Великой Отечественной войны отозван из академии, с 30 июня 1941 года находится в распоряжении Главного управления кадров НКО СССР и 6 июля направлен на фронт командиром 58-го кавалерийского полка в 45-й кавалерийской дивизии 19-й армии Западного фронта. Участник Смоленского оборонительного сражения. С сентября 1941 года командовал 45-й кавалерийской дивизией. В Вяземской катастрофе в октябре 1941 года дивизия попала в окружение с большинством войск фронта, где после упорных боёв и многократных попыток прорыва почти полностью погибла. Стученко вышел из вражеского кольца с группой в 50 бойцов.
После проверки и пребывания в резерве в январе 1942 года назначен командиром 47-го кавалерийского полка 3-й гвардейской кавалерийской дивизии, а в феврале 1942 года — командиром 20-й кавалерийской дивизии 2-го гвардейского кавалерийского корпуса генерала И. А. Плиева, участвовал в наступательных боях битвы за Москву. С апреля 1942 года — командир 11-го гвардейского кавалерийского полка в 4-й гвардейской кавалерийской дивизии. С мая 1942 года — командир 4-й гвардейской кавалерийской дивизии. С августа 1942 года — командир 108-й стрелковой дивизии в составе 5-й армии Западного фронта.
В декабре 1942 года назначен командиром 29-й гвардейской стрелковой дивизии в составе 30-й армии Западного фронта (вскоре передана в состав 5-й армии того же фронта). В ходе локальной наступательной операции по освобождению Гжатска 22—26 февраля 1943 года дивизия понесла большие потери, а передовой лыжный батальон попал в окружение и практически полностью погиб, однако расследование показало наибольшую вину в случившемся командующего 5-й армией Я. Т. Черевиченко (который с целью своего оправдания попытался свалить вину за гибель батальона на А. Т. Стученко), за что он был снят с должности. Одновременно был снят с должности и командующий Западным фронтом И. С. Конев, а Стученко получил одновременно строгий выговор и предупреждение о несоответствии занимаемой должности. Во главе той же дивизии участвовал в освобождении Ржева в ходе Ржевско-Вяземской операции в марте 1943 года, в Смоленской операции 1943 года (в которой дивизия Стученко успешным манёвром освободила город Ельня), в Режицко-Двинской и Мадонской наступательных операциях в июле-августе 1944 года.
С августа 1944 года и до конца войны командовал 19-м гвардейским стрелковым корпусом в составе 10-й гвардейской армии на 2-м Прибалтийском и Ленинградском фронтах. Корпус генерала Стученко участвовал в Прибалтийской стратегической операции на Рижском направлении, в окружении и блокаде Курляндской группировки врага.
За период войны Стученко был три раза упомянут в благодарственных приказах Верховного Главнокомандующего.
24 июня 1945 года был командиром сводного полка Ленинградского фронта на историческом параде Победы.

### Послевоенная карьера
После окончания войны генерал-лейтенант Стученко находился на прежней должности.
В сентябре 1947 года назначен на должность командира 56-го стрелкового корпуса (Дальневосточный военный округ), а в ноябре 1950 года — на должность командира 123-го стрелкового корпуса (Приморский военный округ).
В сентябре 1951 года направлен на учёбу на Высшие академические курсы при Высшей военной академии имени К. Е. Ворошилова, после окончания которых в декабре 1952 года назначен на должность помощника командующего 11-й гвардейской армией (Прибалтийский военный округ), в сентябре 1953 года — на должность командира 2-го гвардейского стрелкового корпуса. С июля 1954 года — командующий 6-й общевойсковой армией Северного военного округа (управление армии — в Мурманске).
С ноября 1955 года — первый заместитель командующего, а с января 1956 года — командующий войсками Северного военного округа. С апреля 1960 года — командующий войсками Приволжского военного округа. С июня 1961 — командующий войсками Закавказского военного округа. С апреля 1968 года — начальник Военной академии имени М. В. Фрунзе. С марта 1969 года — военный инспектор-советник Группы генеральных инспекторов Министерства обороны СССР.
Генерал армии Андрей Трофимович Стученко умер 18 ноября 1972 года в Москве. Похоронен на Новодевичьем кладбище.
Кандидат в члены ЦК КПСС (1961—1971 годы), член ЦК Компартии Грузии. Депутат Верховного Совета СССР 6-го и 7-го созывов. Депутат Верховного Совета Карельской АССР, депутат Верховного Совета Грузинской ССР.

## Штрихи к биографии
- Брат погиб на фронте летом 1941 года.
- В период обучения в Военной академии командного и штурманского состава ВВС Красной Армии прошёл курс лётной подготовки в Серпуховской военной авиационной школе, освоил специальность пилота бомбардировщика ТБ-3 и прыжки с парашютом.
- Весной 1943 года, когда его часть была выведена в резерв, с ротой саперов выехал в места, где при прорыве из окружения в октябре 1941 года погибла его дивизия. Собрал по лесам несколько сотен останков своих бойцов и похоронил их в районном центре. После войны добился установки памятника на их братской могиле.
- Во время командования 29-й гвардейской дивизией обратил внимание на исключительно храброго в бою, но крайне недисциплинированного в тылу командира роты Ивана Третьяка. Оказал большое влияние на него, неоднократно продвигал в должностях, спас от суда военного трибунала за драку с бойцами соседней части, в возрасте 21 года назначил командиром полка. Впоследствии Иван Моисеевич Третьяк стал генералом армии, Героем Советского Союза и Героем Социалистического труда.
- Автор мемуаров «Завидная наша судьба» (1964), содержащая много любопытных подробностей об армейской жизни, боевых операциях, достаточно резких оценок действий ряда известных военачальников в годы войны. Видимо, поэтому мемуары были переизданы только один раз, в 1968 году, и более никогда не издавались.

## Воинские звания
- Капитан (28.12.1935);
- Майор (29.02.1938);
- Подполковник (28.04.1940);
- Полковник (2.10.1942);
- Генерал-майор (29.01.1943);
- Генерал-лейтенант (11.07.1945);
- Генерал-полковник (8.08.1955);
- Генерал армии (13.04.1964).

## Награды
- Два ордена Ленина (06.05.1946, 29.10.1964);
- Четыре ордена Красного Знамени (04.03.1943, 03.11.1944, 15.11.1950, 06.10.1968);
- Орден Суворова 2-й степени (30.07.1944);
- Орден Кутузова 2-й степени (28.09.1943);
- Орден Отечественной войны 1-й степени (29.06.1945);
- Ряд медалей СССР;[7]

Иностранные награды
- Орден Боевого Красного Знамени (Монголия)
- Медаль «30 лет Халхин-Гольской Победы» (Монголия, 15.08.1969)
- Медаль «50 лет Монгольской Народной Армии» (Монголия, 15.03.1971)
- Медаль «50 лет Монгольской Народной Революции» (Монголия, 16.12.1971)
- Медаль «За укрепление дружбы по оружию» золотой степени (ЧССР)

## Сочинения
- Стученко А. Т. Завидная наша судьба. — М.: Воениздат, 1964. — 256 с. — (Военные мемуары).
- Стученко А. Т. Завидная наша судьба. — 2-е изд., испр. и доп. — М.: Воениздат, 1968. — 272 с. — (Военные мемуары). — 100 000 экз.

## Память
- С 1974 по 1990 год имя Андрея Стученко носила улица Бариню в Риге[8].